# Ева Енслър
Ева Енслър (на английски: Eve Ensler) е американска активистка феминистка и драматург.
Известна главно с пиесите си „Монолози за вагината“ (1996) и „Доброто тяло“ (2005) (и двете поставяни в България, в софийския Театър 199.

## Избрани произведения

### Пиеси
- Conviction
- Lemonade
- The Depot
- Floating Rhoda
- The Glue Man
- Extraordinary Measures
- Монолози за вагината, The Vagina Monologues
- The Good Body
- Necessary Targets
- The Treatment

### Романи
- Insecure at Last: Losing It in Our Security Obsessed World
- The Good Body
- Necessary Targets
- I Am An Emotional Creature
- Vagina Warriors
- A Memory, A Monologue, A Rant and A Prayer

### Филми
- Докато насилието спре (Until the Violence Stops) (2004)
- What I Want My Words to Do to You: Voices From Inside a Women's Maximum Security Prison (2003)
- Монолози на вагината (The Vagina Monologues) (2002)
- Без повече страх: спиране на насилието срещу жени (Fear No More: Stop Violence Against Women) (2002) – където е интервюирана